# جورج نيو
جورج نيو (بالإنجليزية: George New)‏ هو رسام أمريكي، ولد في 27 نوفمبر 1894 في بيت لحم في الولايات المتحدة، وتوفي في 14 فبراير 1963 في ميلواكي في الولايات المتحدة.